# لاري تشانس
لاري تشانس (بالإنجليزية: Larry Chance)‏ هو مغني أمريكي، ولد في 19 أكتوبر 1940 في البرونكس في الولايات المتحدة.